# Parasita proteliano
Parasita proteliano, ou simplesmente proteliano, é a designação dada em biologia e ecologia aos organismos cujo ciclo de vida inclui uma fase de crescimento inicial como parasita obrigatório, tipicamente como parasita interno (endoparasita). Em regra, estes organismos concluem a fase parasitária do seu ciclo de vida como parasitoides, matando ou consumindo o hospedeiro, e só então emergindo como adultos de vida livre. Num contexto mais geral, o termo «proteliano» é frequentemente usado para designar as formas de parasitismo exclusivas de estágios larvares, sendo o estágio adulto de vida livre.

## Descrição
Os organismos que são parasitas protelianos são frequentemente considerados como integrando uma classe especial de parasitismo, sendo em geral considerados como parasitoides ou similares. Os exemplos mais típicos deste tipo de parasitas são os parasitoides pertencentes aos grupos de insectos Hymenoptera, Diptera e Strepsiptera, bem como os Monstrilloida. Estes organismos são geralmente holometabólicos, o que os pré-adaptou para esse tipo de ciclo de vida dado que tal implica que a sua fase larvar difere da sua fase adulta.
Há contudo muitos outros tipos de estratégias protelianas, incluindo diversas gradações do fenómeno, tais com os instares de algumas espécies de ácaros que atacam outros Arthropoda.